# Topmodel (Bỉ mùa 2)
Mùa thứ hai của Topmodel được phát sóng từ tháng 10 đến tháng 12 năm 2008 trên 2BE. 
Được host bởi An Lemmens. Ban giám khảo gồm: chủ quản lí Dominique Models Marc Dochez; cựu người mẫu Ghislaine Nuytten, chuyên gia trang điểm Rudi Cremers, nhà báo thời trang và làm đẹp kiêm tổng biên tập tạp chí Glam*it Pascale Baelden và nhà báo thời trang Els De Pauw. Người mẫu và host của mùa trước Ingrid Seynhaeve sẽ là cố vấn cho các thí sinh mùa này.
Điểm đến quốc tế của mùa này là Marrakesh cho top 4.
Người chiến thắng trong cuộc thi là Virginie Bleyaert, 19 tuổi từ Bruges. Giải thưởng của cô giành được là: 1 hợp đồng người mẫu với Dominique Models trị giá €25.000 và xuất hiện trên tạp chí Glam*it.

## Thí sinh
(Độ tuổi tính từ ngày dự thi)
| Thí sinh                | Tuổi | Chiều cao               | Quê quán   | Bị loại ở | Hạng |
| ----------------------- | ---- | ----------------------- | ---------- | --------- | ---- |
| Maïté Valck             | 17   | 1,80 m (5 ft 11 in)     | Merelbeke  | Tập 1     | 12   |
| Hasse De Meyer          | 18   | 1,74 m (5 ft 8+1⁄2 in)  | Beerse     | Tập 2     | 11   |
| Eline Janssen           | 16   | 1,82 m (5 ft 11+1⁄2 in) | Genk       | Tập 3     | 10   |
| Imke Courtois           | 20   | 1,76 m (5 ft 9+1⁄2 in)  | Lubbeek    | Tập 4     | 9    |
| Anouchka Muller         | 16   | 1,70 m (5 ft 7 in)      | Kalmthout  | Tập 6     | 8–7  |
| Yana Hermans            | 16   | 1,80 m (5 ft 11 in)     | Ekeren     | Tập 6     | 8–7  |
| Stefanie Broes          | 17   | 1,76 m (5 ft 9+1⁄2 in)  | Keerbergen | Tập 7     | 6    |
| Leen Van Belle          | 16   | 1,78 m (5 ft 10 in)     | Dworp      | Tập 8     | 5    |
| Daisy Olie              | 17   | 1,75 m (5 ft 9 in)      | Mechelen   | Tập 9     | 4    |
| Alison Houthuys         | 16   | 1,73 m (5 ft 8 in)      | Halle      | Tập 10    | 3–2  |
| Barbara Van den Bussche | 19   | 1,73 m (5 ft 8 in)      | Knokke     | Tập 10    | 3–2  |
| Virginie Bleyaert       | 19   | 1,72 m (5 ft 7+1⁄2 in)  | Bruges     | Tập 10    | 1    |

## Các tập

### Tập 1
Khởi chiếu: 9 tháng 10 năm 2008
300 thí sinh bán kết được đưa tới một bãi biển ở Lombardsijde để bắt đầu cuộc thi. Tuy nhiên, 35 cô gái đã phải kết thúc cuộc thi vì chiều cao dưới 1,70m. Sau đó, họ đã có thử thách trình diễn thời trang trong áo tắm với mặt mộc tự nhiên và một buổi phỏng vấn trước mặt ban giám khảo. Kết quả là chỉ có 36 thí sinh vượt qua được thử thách. Sau đó, họ đã có buổi chụp hình đầu tiên bộc lộ cảm xúc trên khuôn mặt và kết quả là 12 cô gái đã được chọn và sẽ bước vào cuộc thi.
Ngày hôm sau, 12 cô gái được chọn đã được di chuyển tới căn hộ của mình tại Bruxelles. Sau đó, họ đã có thử thách casting cho nhà thiết kế Walter Van Beirendonck, khi họ sẽ phải đi catwalk một cách dứt khoát nhất có thể. Kết quả là Daisy & Yana là 2 người thể hiện tốt nhất và sẽ được trình diễn thời trang cho bộ sưu tập Scapa Sports của Walter. Tuy nhiên, các cô gái không biết rằng là giám khảo Marc đã bí mật theo dõi họ trong thử thách và ông ngay lập tức nói tên người sẽ phải ra về. Kết quả là Maïté là thí sinh đầu tiên bị loại.
- Khách mời đặc biệt: Walter Van Beirendonck

### Tập 2
Khởi chiếu: 16 tháng 10 năm 2008
Rudi tới gặp 11 cô gái còn lại tại căn hộ để nói về việc thay đổi bản thân khi trở thành người mẫu, trước khi ông yêu cầu từng người phải bỏ đi một món đồ họ trân trọng vào lửa. Sau đó, họ được đưa tới một tiệm salon để nhận diện mạo mới của mình, trước khi có một buổi tập thể dục với huấn luyện viên Dieter De Bie.
Ngày hôm sau, họ được gặp Pascale và người mẫu-vũ công Ann-Sophie Balsing cho buổi chụp hình đầu tiên hóa thân thành vũ công balê cổ điển. Vào buổi đánh giá ngày tiếp theo, Barbara có tấm hình đẹp nhất còn Hasse là thí sinh tiếp theo bị loại khỏi cuộc thi.
- Nhiếp ảnh gia: Stephen Mattues
- Khách mời đặc biệt: Dieter De Bie, Ann-Sophie Balsing

### Tập 3
Khởi chiếu: 23 tháng 10 năm 2008
10 cô gái còn lại được gặp Rudy Bonné tại trường nghệ thuật Sint-Lukas cho thử thách làm người mẫu cho học sinh vẽ, khi họ sẽ gần như không mặc gì trên người và phải giữ nguyên một kiểu tạo dáng nhất định trong 10 phút. Kết quả là Imke & Yana là 2 người thể hiện tốt nhất vì họ đã giữ tư thế khó một cách hoàn hảo trong suốt buổi vẽ. Ngày hôm sau, họ được gặp Els cho buổi chụp hình tiếp theo lấy cảm hứng từ nhiếp ảnh gia Herb Ritts, khi họ sẽ được chia thành 2 nhóm và tạo dáng khỏa thân cùng nhau.
Ngày tiếp theo, các cô gái được gặp Ghislaine cho thử thách trình diễn thời trang trong trang phục thời Trung Cổ, nhưng họ sẽ phải đi trên sàn diễn nổi trên mặt nước của hồ bơi dưới sự chứng kiến của người thân và bạn bè của họ. Kết quả là Alison chiến thắng thử thách và cô chọn Eline để được gặp mặt người thân trong 1 tiếng, trong khi những người còn lại chỉ được gặp 5 phút. Vào buổi đánh giá ở ngày hôm sau, Alison có tấm hình đẹp nhất còn Eline là thí sinh tiếp theo bị loại khỏi cuộc thi.
- Nhiếp ảnh gia: Doreen Dierckx
- Khách mời đặc biệt: Rudy Bonné

### Tập 4
Khởi chiếu: 30 tháng 10 năm 2008
9 cô gái còn lại được gặp An tại một nhà thờ ở Gent cho buổi chụp hình tiếp theo hóa thân thành những kiểu cô dâu trong lễ cưới. Ngày hôm sau, họ đã bị đánh thức dậy sớm bởi Dieter cho một buổi tập thể dục. Sau đó, họ đã có một buổi học diễn xuất với đạo diễn Geoffrey Enthoven.
Ngày tiếp theo, các cô gái được đưa tới VTM Studio cho một buổi ghi hình chung cho chương trình từ đạo diễn Matthias Temmermans, khi ông kỳ vọng họ sẽ bước đi thanh lịch trên đôi giày cao gót, quyến rũ trước ống kính và nói ra một cụm từ hấp dẫn mô tả ngắn gọn về bản thân một cách đẹp mắt. Vào buổi đánh giá ở ngày hôm sau, Leen có tấm hình đẹp nhất còn Imke là thí sinh tiếp theo bị loại khỏi cuộc thi.
- Khách mời đặc biệt: Dieter De Bie, Geoffrey Enthoven, Matthias Temmermans

### Tập 5
Khởi chiếu: 6 tháng 11 năm 2008
An đến gặp 8 cô gái còn lại tại căn hộ để thông báo rằng họ sẽ có cơ hội được casting cho Cape Town Fashion Week tại Cape Town. Tuy nhiên, với điều kiện là họ phải ít nhất 1,75m nên đồng nghĩa với việc Daisy, Leen, Stefanie & Yana sẽ có cơ hội được đi. Nhưng An chỉ có 3 tấm vé tới Cape Town nên 4 cô gái đã có thử thách catwalk cho những người còn lại bình chọn. Kết quả là Leen phải ở lại với họ trong khi Daisy, Stefanie & Yana được gặp Ingrid tại Sân bay Bruxelles để cùng bay tới Cape Town.
Sau khi tới nơi, 3 cô gái được di chuyển tới khách sạn của mình và đã có một buổi tập catwalk với Ingrid tại hành lang. Ngày hôm au, họ đã có buổi casting cho Cape Town Fashion Week và Daisy & Stefanie được chọn để trình diễn thời trang. Trong khi đó ở Bruxelles, người mẫu Elise Crombez đến gặp 5 cô gái cho buổi chụp hình tiếp theo trong xe limô với ca sĩ Sean D'hondt. Sau đó, họ đã có một bữa trưa với Sean trong khi Elise, Pascale và nhiếp ảnh gia hội ý về những tấm hình của họ. Kết quả là Pascale phải đề cử Alison & Anouchka cho buổi loại trừ.
- Khách mời đặc biệt: Elise Crombez, Sean D'hondt

### Tập 6
Khởi chiếu: 13 tháng 11 năm 2008
Đây là phần tiếp theo của tập 5. 5 cô gái ở Bruxelles được đưa tới trụ sở của C&A cho thử thách casting và trình diễn thời trang cho bộ sưu tập của họ. Kết quả là Barbara chiến thắng thử thách và sẽ được xuất hiện trong chiến dịch quảng cáo cho C&A.
Trong khi đó ở Cape Town, Daisy, Stefanie & Yana đã có buổi chụp hình chân dung tạo dáng với con Meerkat. Sau đó, họ đã có một buổi phiêu lưu tại một vườn thú safari và đã có buổi chụp hình thứ hai tạo dáng ở vườn safari. Ingrid và nhiếp ảnh gia Lambero sau đó đã hội ý về những tấm hình của họ và kết quả là Ingrid phải đề cử Stefanie & Yana cho buổi loại trừ, trước khi tất cả quay về Bruxelles. Vào buổi đánh giá ở ngày tiếp theo, chỉ có Alison, Anouchka, Stefanie & Yana xuất hiện cho buổi loại trừ trong khi những người khác đều an toàn. Kết quả là Anouchka & Yana là 2 thí sinh tiếp theo bị loại khỏi cuộc thi.
- Nhiếp ảnh gia: Lambero

### Tập 7
Khởi chiếu: 20 tháng 11 năm 2008
6 cô gái còn lại đã nhận được một bất ngờ là họ sẽ phải sống chung với 6 người mẫu nam trong tuần này. Ngày hôm sau, họ được đưa tới một trường xiếc và được chia cặp với một người mẫu nam cho thử thách nhào lộn trên không trên đu dây để xem sự tương tác với nhau và kết quả là Alison chiến thắng thử thách. Quay về căn hộ, các chàng trai đã cố gắng làm bữa tối cho các cô gái vã được giải trí chơi trò "thật hay thách".
Ngày tiếp theo, họ đã có buổi chụp hình tiếp theo theo phong cách lãng mạn nơi công sở, khi họ phải cố gắng thân mật với nhau và kết thúc bằng việc hôn nhau. Sau đó, họ tạm biệt những người mẫu nam của mình. Vào buổi đánh giá ngày hôm sau, Alison có tấm hình đẹp nhất còn 	Stefanie là thí sinh tiếp theo bị loại khỏi cuộc thi.

### Tập 8
Khởi chiếu: 27 tháng 11 năm 2008
5 cô gái còn lại được gặp An & Elise tại gầm của một cây cầu ở Leuven cho buổi chụp hình tiếp theo hóa thân thành nàng tiên, khi họ sẽ bị treo lơ lửng trân không và phải tạo dáng trong khói trước những chiếc xe. Ngày hôm sau, khả năng thể chất của họ được đưa vào thử thách khi họ được huấn luyện bởi một số trung sĩ quân đội để xem ai là người có tính cách kiên trì nhất. Sau đó, các cô gái được gặp Rudi tại cảng Antwerp cho buổi chụp hình thứ hai trong áo tắm, nhưng họ sẽ phải tạo dáng bên trong bể cá với 2 chú cá tầm trơn trượt.
Vào buổi đánh giá ngày tiếp theo, các cô gái háo hức khi biết rằng những ai vượt qua được buổi loại trừ này sẽ được bay đến Marrakech. Kết quả là Virginie có tấm hình đẹp nhất còn Leen là thí sinh tiếp theo bị loại khỏi cuộc thi.
- Nhiếp ảnh gia: Dirk Leunis, Eugène Verne
- Khách mời đặc biệt: Elise Crombez

### Tập 9
Khởi chiếu: 4 tháng 12 năm 2008
4 cô gái còn lại được đưa tới Marrakech và được di chuyển vào biệt thự sang trọng của họ. Sau đó, họ đã có một bữa tối với Ingrid. Ngày hôm sau, họ được đưa tới khu chợ trời Souk cho buổi chụp hình tiếp theo cho tạp chí Glam*it, khi họ phải tạo dáng trong trang phục sặc sỡ và ấm áp dưới thời tiết 40°C.
Ngày tiếp theo, họ được quay lại khu chợ trời Souk cho thử thách phối đồ cho Ingrid từ những bộ đồ họ mua trong chợ trời và Barbara chiến thắng thử thách. Vào buổi đánh giá, Alison có tấm hình đẹp nhất còn Daisy là thí sinh tiếp theo bị loại khỏi cuộc thi.

### Tập 10
Khởi chiếu: 18 tháng 12 năm 2008
3 cô gái còn lại đã có buổi chụp hình chân dung vẻ đẹp cho ảnh bìa tạp chí Glam*it. Ngày hôm sau, họ đã có một buổi huấn luyện catwalk với Ingrid, trước khi tham gia vào buổi trình diễn thời trang cuối cùng cho nhà thiết kế Fadila El Gadi. Sau đó, họ đã được thư giãn bên hồ bơi với Ingrid và được xem những dự đoán tương lai của họ từ một bà đồng tarot. 
Ngày tiếp theo, các cô gái được đưa tới một hồ nước cho buổi chụp hình cuối cùng trên sa mạc với ngựa. Vào buổi đánh giá cuối cùng, Virginie chính là quán quân thứ hai của Topmodel.
- Nhiếp ảnh gia: Roger Dijckmans, Eugeen Van Groenweghe, Herman Van Hoey
- Khách mời đặc biệt: Fadila El Gadi

## Kết quả
| Thứ tự | Tập      | Tập      | Tập      | Tập      | Tập           | Tập      | Tập      | Tập      | Tập            | Tập |
| Thứ tự | 1        | 2        | 3        | 4        | 6             | 7        | 8        | 9        | 10             |     |
| ------ | -------- | -------- | -------- | -------- | ------------- | -------- | -------- | -------- | -------------- | --- |
| 1      | Alison   | Barbara  | Alison   | Leen     | Barbara       | Alison   | Virginie | Alison   | Virginie       |     |
| 2      | Anouchka | Imke     | Stefanie | Virginie | Leen          | Daisy    | Barbara  | Barbara  | Alison Barbara |     |
| 3      | Barbara  | Alison   | Barbara  | Alison   | Virginie      | Leen     | Alison   | Virginie | Alison Barbara |     |
| 4      | Eline    | Stefanie | Daisy    | Daisy    | Daisy         | Virginie | Daisy    | Daisy    |                |     |
| 5      | Daisy    | Leen     | Virginie | Stefanie | Alison        | Barbara  | Leen     |          |                |     |
| 6      | Hasse    | Yana     | Anouchka | Anouchka | Stefanie      | Stefanie |          |          |                |     |
| 7      | Imke     | Daisy    | Yana     | Barbara  | Anouchka Yana |          |          |          |                |     |
| 8      | Leen     | Eline    | Leen     | Yana     | Anouchka Yana |          |          |          |                |     |
| 9      | Stefanie | Anouchka | Imke     | Imke     |               |          |          |          |                |     |
| 10     | Virginie | Virginie | Eline    |          |               |          |          |          |                |     |
| 11     | Yana     | Hasse    |          |          |               |          |          |          |                |     |
| 12     | Maïté    |          |          |          |               |          |          |          |                |     |

     Thí sinh bị loại
     Thí sinh bị loại trước khi đánh giá
     Thí sinh được miễn loại
     Thí sinh chiến thắng cuộc thi
- Tập 1 là tập casting. Maike bị loại vào cuối tập vì phần thể hiện tệ nhất trong buổi trình diễn thời trang cho Scapa.
- Tập 5 là phần 1 của tập đó và phần còn lại sẽ được chiếu ở tập 6. Chỉ có 3 cô gái là Daisy, Stefanie & Yana được đến Cape Town.
- Trong tập 6, Alison, Anouchka, Stefanie & Yana bị bầu cử để loại. Marc Dochez cứu Alison & Stefanie và loại Anouchka & Yana.

### Buổi chụp hình
- Tập 1: Bộc lộ cảm xúc (casting)
- Tập 2: Vũ công ballet ở vùng Flemish
- Tập 3: Khỏa thân theo nhóm
- Tập 4: Cô dâu
- Tập 5: Gợi cảm trong xe với Sean D'hondt (Alison, Anouchka, Barbara, Leen, Virginie)
- Tập 6: Ảnh chân dung vẻ đẹp với con Meerkat; Tạo dáng ở sa mạc (Daisy, Yana, Stefanie)
- Tập 7: Lãng mạn nơi công sở
- Tập 8: Nàng tiên trên không; Áo tắm dưới nước với cá
- Tập 9: Thời trang Marốc trên đường phố cho Glam*It
- Tập 10: Ảnh bìa tạp chí Glam*It; Tạo dáng với ngựa trên sa mạc